# Токаревський Михайло Дмитрович
Миха́йло Дми́трович Токаре́вський (* 1884 — † 28 березня 1974, Львів) — голова Полтавської губернської земської управи (1917—1918).

## Життєпис
Рід Токаревських згадується ще в 17 столітті: у реєстрі Миргородського полку 1649 року записаний Кіндрат Токаревський, попенко. Михайло Токаревський теж походив із священицької родини. Його батько Дмитро Йосипович Токаревський, вихованець Полтавської духовної семінарії, священикував у селі Машівці Костянтиноградського повіту тодішньої Полтавської губернії, де й народився Михайло. Відомості про дату його народження суперечливі: за одними даними, це 20 лютого 1882 року (напис на надгробку), за іншими — 19 листопада 1884 року, ще за іншими — 19 лютого 1884 року.
Рідним селом Михайло Токаревський вважав Попівку Миргородського повіту, куди 1895 року перевели на службу його батька. Попівка тоді була досить великим містечком із населенням понад шість тисяч душ і з трьома церквами — Олександро-Невською, Різдво-Богородицькою й Миколаївською. В останній і служив панотець Дмитро. Крім того, він викладав Закон Божий у Попівському й сусідньому Тригубівському початкових народних училищах та в школі грамоти в Попівці.
Діти священнослужителів мали право на безкоштовне навчання й утримання в духовних школах. Тож і поповича Михайла Токаревського віддали в науку до Переяславського духовного училища, а згодом до Полтавської духовної семінарії. У роки навчання в цьому закладі Михайло вступив до нелегальної студентської організації Української соціал-демократичної робітничої партії (УСДРП). По закінченні чотирьох класів семінарії він перейшов до Ярославського правничого ліцею, а невдовзі — до Московського комерційного інституту.
Від 1915 року — член правління Полтавських споживчих товариств. У 1917—1918 роках — голова Полтавської губернської земської управи. У 1926—1929 роках — завідувач Кооперативного музею при Вукопспілці в Києві, пізніше в Харкові.
Кілька разів заарештований більшовиками.
Михайло Токаревський помер у Львові 28 березня 1974 року. Поховано Михайла Дмитровича на Янівському цвинтарі. На надгробкові Михайла Токаревського є напис: «Він любив робити людям добро».